# تورورو، اوگاندا
تورورو (به لاتین: Tororo) یک منطقهٔ مسکونی در اوگاندا است که در Tororo District واقع شده‌است. تورورو ۴۱٬۹۰۶ نفر جمعیت دارد و ۱٬۲۷۸ متر بالاتر از سطح دریا واقع شده‌است.